# Augustiner Bräu Kloster Mülln

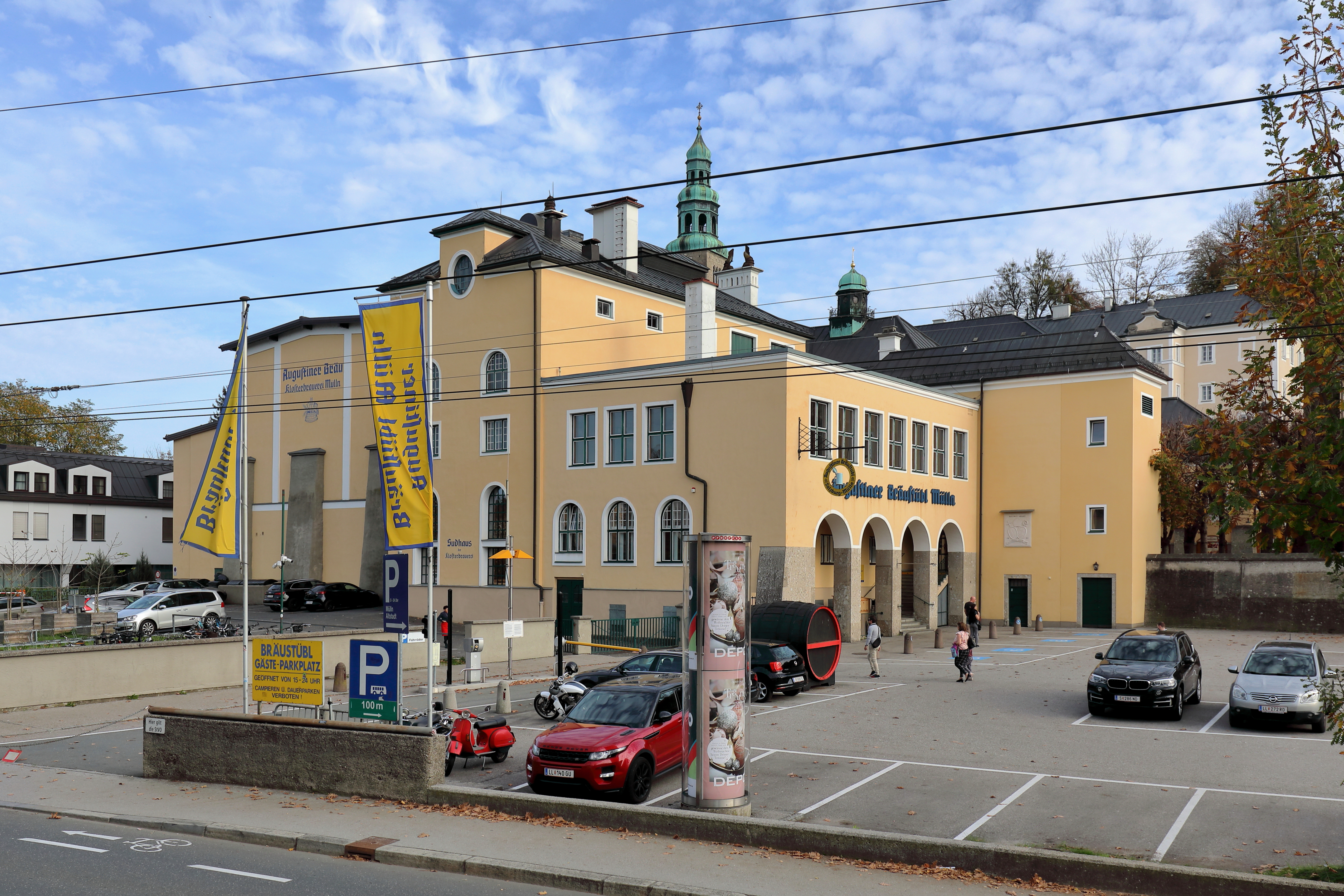
Augustiner Bräu Kloster Mülln

Westansicht des Augustiner Bräustübl Mülln

Das Augustiner Bräu Kloster Mülln ist eine Bierbrauerei in der Stadt Salzburg im Stadtteil Mülln. Die angeschlossene Braugaststätte, das Müllner Bräustübl, bezeichnet sich als Österreichs größte Biergaststätte. Das gesamte Bauensemble, das ehemalige Augustinerkloster, steht unter Denkmalschutz.

## Geschichte
1465 bis nach 1525 war hier ein Kollegiatstift der Augustiner-Chorherren, die auch die Pfarre Mülln betreuten. Das Stift verwaiste, und Fürsterzbischof Burkhard II. von Weißpriach machte hier Augustiner-Eremiten aus München ansässig, die das Anwesen 1605 übernahmen und 1607 bis 1614 ausbauten. Nach dem Münchner Mutterhaus war es das zweitgrößte Augustinerkloster im bayerisch-österreichischen Raum.
Die Brauerei wurde 1621 begründet. Die Mönche verkauften ihr Bier zunächst an der Klosterpforte, später in eigens dazu erworbenen Gasthäusern.
Bis 1818 war dieses Kloster in der Hand der Augustiner (Aussterben der Augustiner in Salzburg), dann ging es nach einer Zeit, in der es als Kaserne genutzt worden war, 1835 durch Kaiser Ferdinand I. von Österreich in die Hände der Benediktiner von Michaelbeuern über.
Das heute noch bestehende Brauhaus wurde 1912 errichtet. Zu den schon bestehenden Gasthäusern erwarben die Benediktiner 1949 noch das nahe gelegene historische Gasthaus Krimpelstätter; außerdem wurde eine Fasspichlerei übernommen, so dass die Produktion durchgehend eigenständig erfolgen konnte.
Im Jahr 1939 wurde der Verkauf der Brauerei verlangt. Von den Benediktinern ging das Eigentum zur Hälfte an Heinrich Kiener und Alois Fuchs von der Brauerei Forst in Meran über. Im Jahr 1940 wurde der Bierausschank jedoch komplett verboten; 1944 musste der Betrieb überhaupt eingestellt werden.
Nach dem Zweiten Weltkrieg wurde der Verkauf rückgängig gemacht. Da jedoch durch die Schäden des Krieges Investitionen notwendig wurden, gründete man eine neue Gesellschaft, in die neben dem Stift die beiden ehemaligen Eigentümer wieder einstiegen.

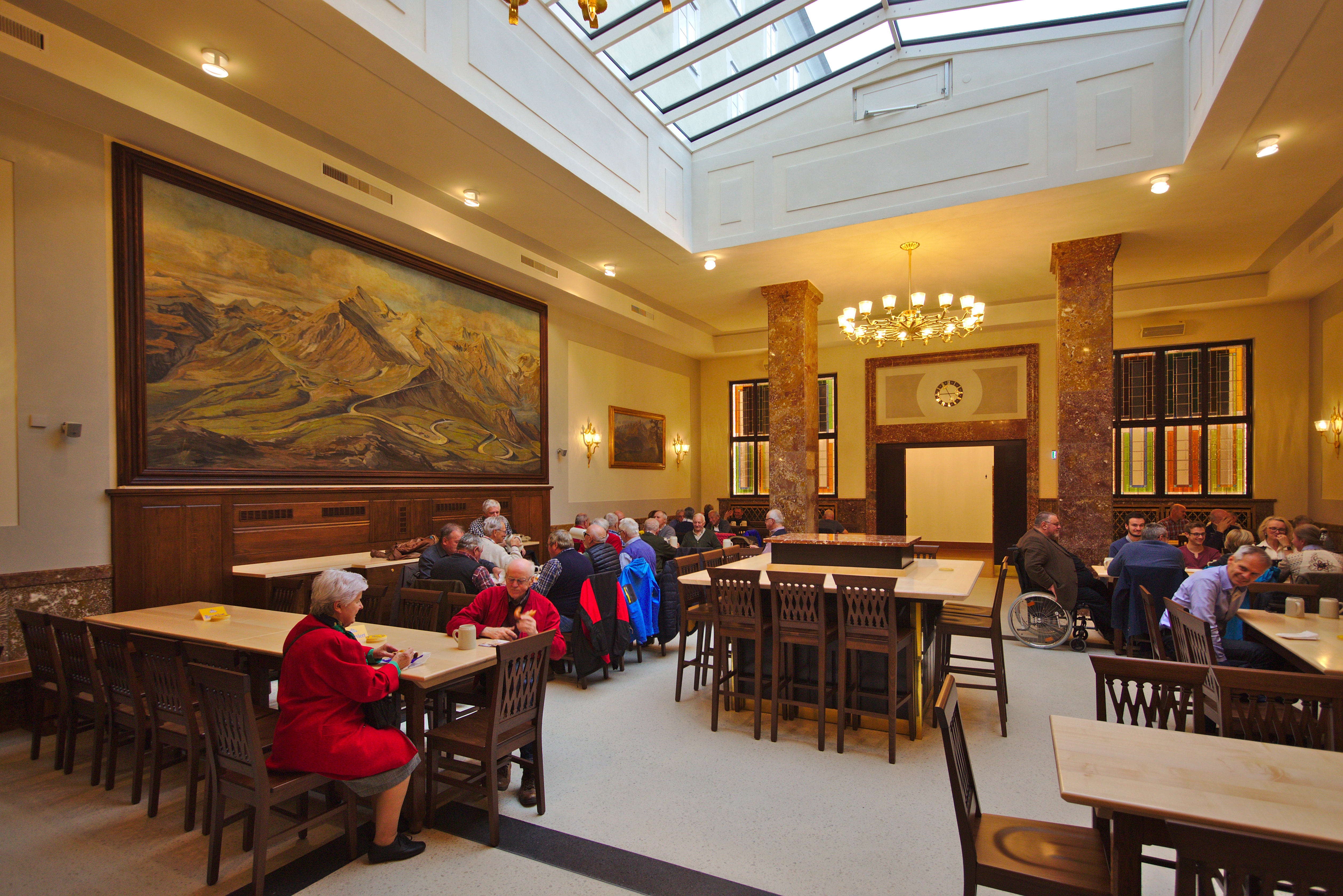
Marmorsaal alias Abt-Nicolaus-Saal

Im April 2017 wurde der aus dem alten Salzburger Hauptbahnhof abgebaute Marmorsaal des Bahnhofsrestaurants als Abt-Nicolaus-Saal eröffnet. Der Saal und dessen Sanierung wurden am Tag des Denkmals 2017 präsentiert.
Das Brauereiunternehmen firmiert heute unter der Bezeichnung Augustiner Brauerei Kloster Mülln OG und gehört zu 50 Prozent der Benediktinerabtei Michaelbeuern sowie zu je 25 Prozent Maria Gabriella Barth, der Tochter von Fuchs, und Heinrich Dieter Kiener von der Salzburger Stieglbrauerei. Geschäftsführer war von 1990 bis 2021 der emeritierte Abt von Michaelbeuern, Prälat Nikolaus Wagner OSB. Im Rahmen der Feiern zum 400-jährigen Bestehen des Bräustübl übernahm Abt Johannes Perkmann OSB die Geschäftsführung.

## Produkte und Vermarktung

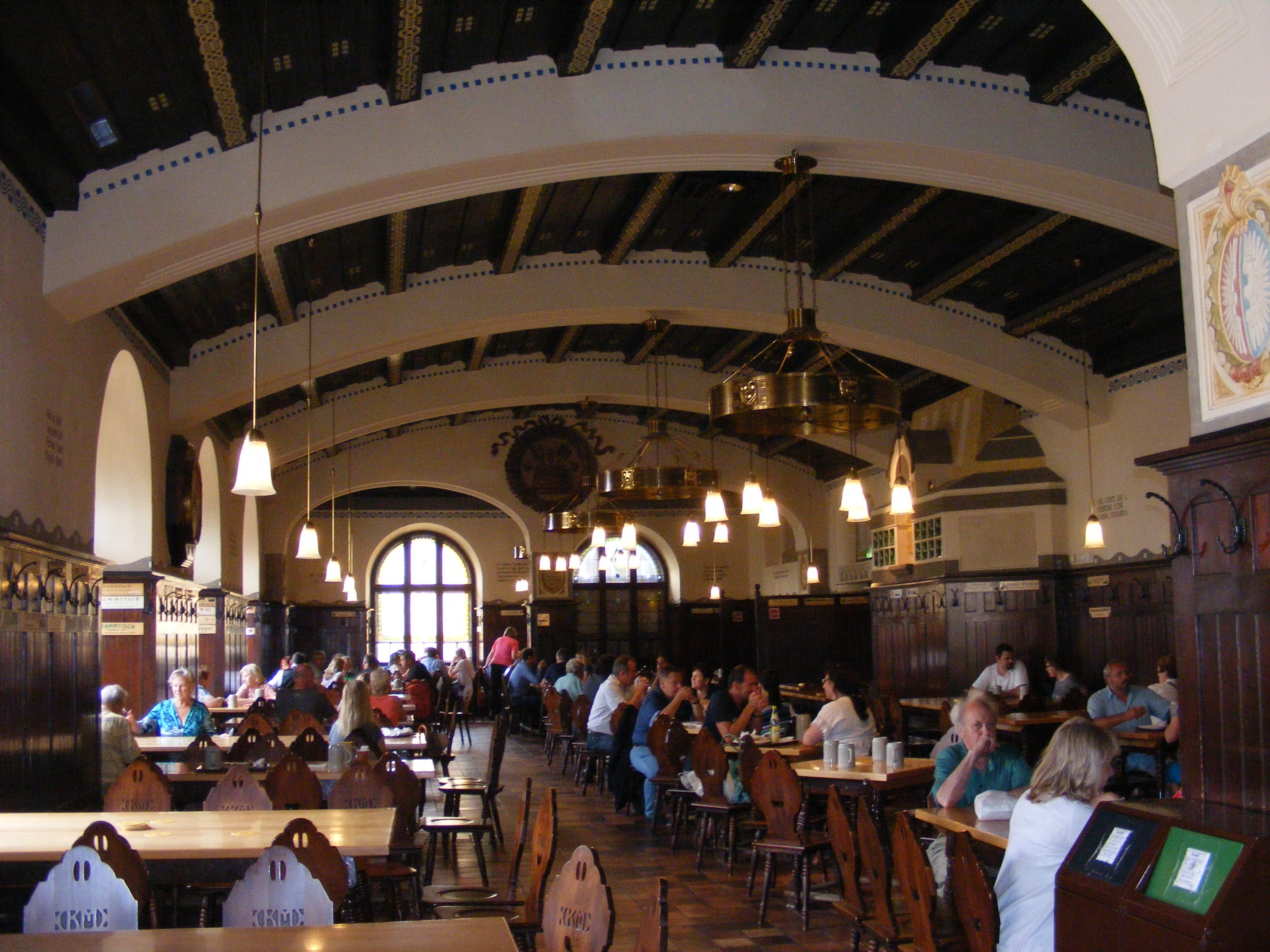
Der Stockhammersaal

Zu der Brauerei gehört das weitläufige Müllner Bräustübl mit großem Gastgarten, das als Österreichs größte Biergaststätte gilt (5000 m² Nutzfläche, rund 1400 Sitze im Gastgarten). Der Innenbereich umfasst drei holzgetäfelte Säle, einen großen Ausschank und einen Verkaufsbereich. Der größte Saal ist der Stockhammersaal, der zur Zeit seiner Errichtung mit modernster Technik eine Stahlbetondecke erhielt. Bemerkenswert sind darin aufgemalte Sprüche. Die Schank verwendet ausschließlich Holzfässer und lässt diese mit Schwerkraft ohne Druck aus künstlicher Kohlensäure auslaufen. Eine Jause können die Gäste an Ständen erwerben oder selbst mitbringen.
Angeboten werden auch Führungen durch die Brauerei, in denen sechs Stationen der 16 Wochen dauernden Bierherstellung gezeigt werden: Sudhaus, Kühlschiff, Gärkeller mit offenen Gärbehältern, Lager-, Filter- und Fasskeller.
Die Augustiner Brauerei verwendet nach wie vor Holzfässer und im Bräustübl wird das Bier in Steinkrügen ausgeschenkt. Der jährliche Bierausstoß beträgt über 12.000 Hektoliter (Stand: Jahresbeginn 2017).
Ausgeschenkt werden je nach Saison Fastenbier und Weihnachts-Bockbier sowie ganzjährig Märzenbier.

## Nachweise
- Augustinerkloster Salzburg. In: Salzburger Nachrichten: Salzburgwiki.
- Augustiner Bräustübl Mülln. In: Salzburger Nachrichten: Salzburgwiki.

1. 1 2  Website des Augustinerbräus (Memento vom 26. Januar 2017 im Internet Archive), abgerufen am 26. Jänner 2017.
2. ↑  Kurioses im Salzburg Wiki vom 24. Jänner 2011, abgerufen am 11. März 2012.
3. ↑  Marmorsaal wird im Augustiner Bräu neu eröffnet. 21. April 2017 (oe24.at [abgerufen am 21. April 2017]).
4. ↑  Augustiner Bräu Salzburg Mülln: Der Nicolaus-Saal im Augustiner Bräu Salzburg Mülln. Archiviert vom Original am 26. Oktober 2017; abgerufen am 26. Oktober 2017.
5. ↑  Augustiner Bräu Kloster Mülln OG im Salzburg-Wiki Version vom 6. November 2012, abgerufen am 11. März 2012.
6. ↑  Abt Johannes Perkmann übernimmt die Geschäftsführung. Augustiner Bräu Kloster Mülln OG Salzburg, abgerufen am 16. Januar 2022.
7. ↑  So findet sich etwa der pseudo-lateinische Satz Amas bi eris guat in summa. Der Satz liest sich umgangssprachlich als A Maß Bier is' guat im Summa (Eine Mass [= 1 Liter] Bier ist gut im Sommer).
8. ↑  Website des Augustinerbräus (Memento vom 26. Januar 2017 im Internet Archive), abgerufen am 26. Jänner 2017.

Koordinaten: 47° 48′ 20,1″ N, 13° 1′ 59,9″ O